# كنز مدفون

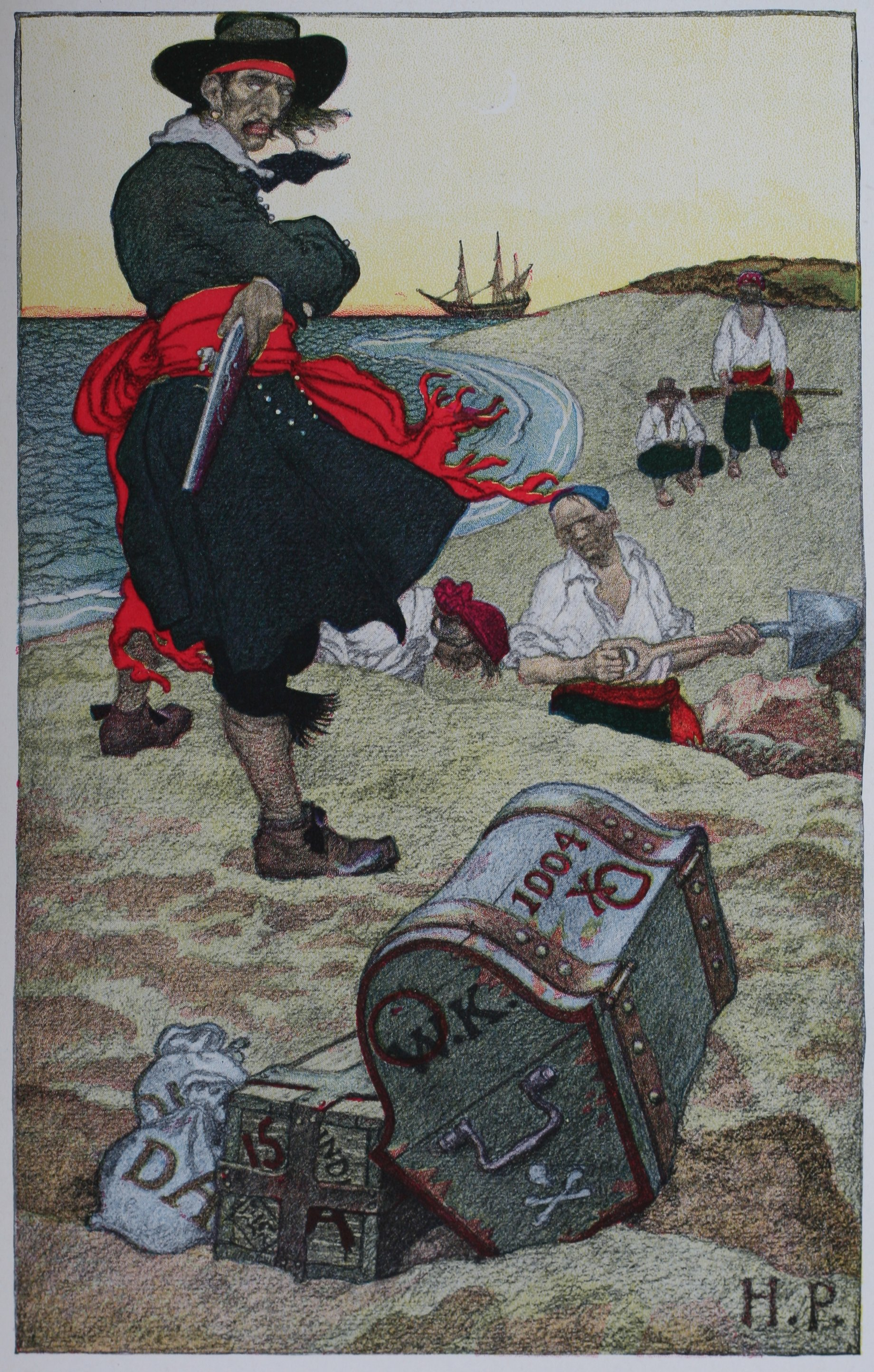
هاورد بايل يرسم لوحة للقراصنة وهم يدفنون الكنز، من كتاب القراصنة لهاورد بايل.

الكنز المدفون هو جزء مهم من المعتقدات الشعبية المهمة المحيطة بالقراصنة والخارجين عن القانون في الغرب القديم. ووفقًا للتصور الشعبي، اعتاد المجرمون وغيرهم على دفن ثرواتهم المسروقة في أماكن نائية، حيث كانوا يعتزمون العودة إليها لاحقًا، مستعينين بخريطة للكنز في كثير من الأحيان.

## كنز القراصنة
في الواقع، كان من النادر أن يدفن قرصان كنزه: ولم يعرف عن قرصان أنه دفن كنزه سوى وليام كيد،، والذي يُعتقد أنه قد دفن بعض ثروته على الأقل في جزيرة لونغ آيلند قبل الإبحار إلى نيويورك. وكان كيد قد تم تكليفه في الأصل بالإبحار بمركب قرصنة إلى إنجلترا، ولكن سلوكه تحول إلى القرصنة الصريحة، وأمل أن يكون كنزه بمثابة ورقة مساومة في المفاوضات لتجنب العقاب. ومع ذلك، باءت محاولته بالفشل وأعدم بتهمة القرصنة.
وفي الأدب الروائي الإنجليزي، هناك ثلاث قصص مشهورة ساعدت في الترويج لأسطورة كنز القراصنة المدفون: «وولفيرت ويبر» (Wolfert Webber) (1824) بقلم واشنطن إيرفينج، و«الخنفسة الذهبية» (The Gold-Bug) (1843) لـ إدغار آلان بو وجزيرة الكنز (1883) (Treasure Island) لـ روبرت لويس ستيفنسون. وهي تختلف اختلافًا كبيرًا في الحبكة والمعالجة الأدبية، ولكنها تعود جميعًا إلى الأصل المشترك وهي أسطورة وليام كيد. ذكر ديفيد كوردينجلي أن «تأثير جزيرة الكنز على مفهومنا للقراصنة لا يمكن المبالغة في تقديره»، ويقول إن فكرة خرائط الكنز التي ترشد إلى الكنز المدفون «[مجرد] وسيلة فنية خيالية تمامًا.» أما جزيرة الكنز لستيفنسون، فقد تأثرت تأثرًا مباشرًا بـ «وولفيرت ويبر» لإيفرنغ. ويقول ستيفنسون في مقدمته «إنني أدين لواشنطن إيفرنغ الذي أيقظ ضميري، وذلك لأنني أؤمن بأن سرقة مؤلفات الغير لم تكن تتم إلا نادرًا... فالروح الداخلية بالكامل وقدر كبير من التفاصيل في الفصول الأولى.. كانت تعود إلى واشنطن إيفرنغ.»
وفي عام 1911، أجرى المؤلف الأمريكي رالف باين بحثًا عن جميع القصص المعروفة أو المزعومة للكنز المدفون ونشرها في كتاب الكنز المفقود. وقد وجد سمة مشتركة بين جميع القصص: عادة ما يوجد ناج وحيد من طاقم السفينة يحتفظ بمخطط يظهر موقع دفن الكنز، ولكن مع عدم قدرته على العودة بنفسه، فإنه يعطي الخريطة أو المعلومات إلى صديق أو رفيق رحلته على المركب عندما يكون على فراش الموت. ثم يذهب هذا الشخص للبحث عن الكنز، حيث تبوء جهوده بالفشل ويستسلم ولكن بعد أن ينقل هذه الأسطورة إلى باحث بائس آخر.

## الحالات الشهيرة ورديئة السمعة
هناك عدد من التقارير حول كنوز مدفونة للقراصنة ذاع صيتها كثيرًا في وقت مبكر مقارنة بهذه الأعمال، والتي تشير على الأقل إلى أن هذه الفكرة كانت رائجة قبل قرن من نشر هذه القصص. فعلى سبيل المثال، توجد بعض الممرات والهياكل على جزيرة أوك (في نوفا سكوشا) من المفترض أنها قد كانت موقع تنقيب مكثف منذ عام 1795، معتقدين أن واحدًا أو أكثر من القراصنة قد أخفوا كميات ضخمة من الكنوز بها. ويقال أن هذه الحفريات قد شجعتها أساطير أقدم حول الكنوز المدفونة للقراصنة في هذه المنطقة. ولم يتم العثور مطلقًا على أية كنوز هناك.
أما كنز ليما فهو كنز مدفون في جزيرة كوكوس في المحيط الهادئ تركه هناك القراصنة. وتعرض هذا الكنز، الذي يقدر بحوالي 160 مليون جنيه إسترليني، للسرقة على يد القبطان البريطاني ويليام ثومبسون، عام 1820 بعد أن كُلف بنقله من بيرو إلى المكسيك.
أما صندوق الكنوز الوحيد الذي يوجد دليل على صحته فيوجد في الولايات المتحدة، وتعود ملكيته في يوم من الأيام إلى توماس تيو، ويحفظ حاليًا في متحف بايريت سول في سانت أوغسطين، في فلوريدا.
وهناك فرق بين الكنوز المدفونة والدفائن، التي يجد علماء الآثار ومكتشفو المعادن آلاف الأمثلة لها. وتعد الكنوز المدفونة مفهومًا ثقافيًا بقدر ما هي أشياء مستهدفة، فهي ترتبط بالقراصنة وغيرهم من المجرمين الذين يتركون القطع الأثرية المسروقة خلفهم ليستردوها في وقت لاحق، عادة في أماكن نائية مثل الجزر، وأحيانًا مع الخرائط المؤدية إلى الكنز.